# Djurgårdens IF Fotboll 1953/1954
Djurgårdens IF Fotboll, spelade 1953/1954 i Allsvenskan. Med ett hemmapubliksnitt på 16477 blev Hans Tvilling lagets bäste målskytt med 7 mål, på andra plats kom Birger Eklund med 6 mål och på 3:e plats kom Lennart Forsberg med 5 mål.